# Castelo d'Orschwihr

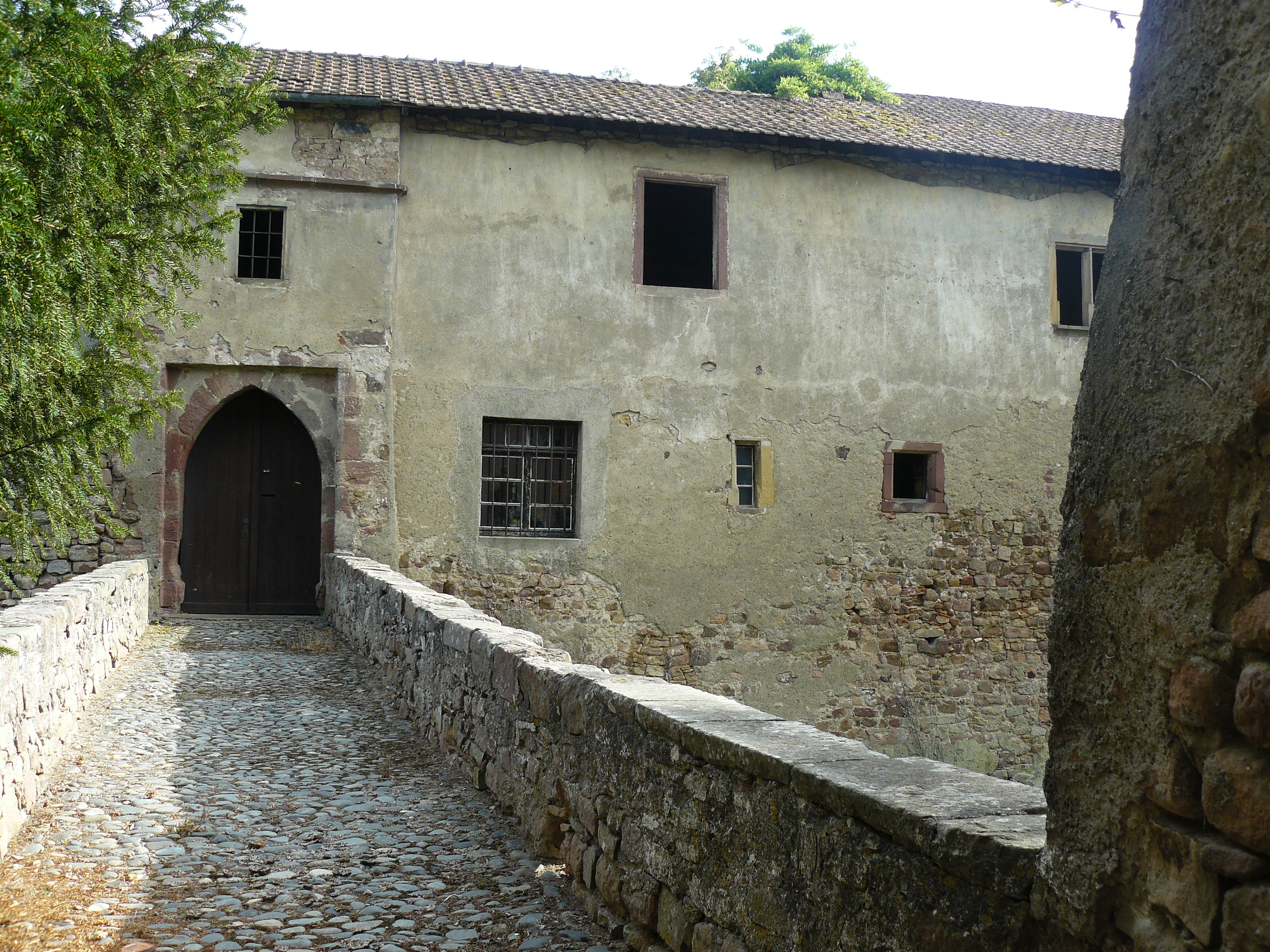
Entrada do castelo

Château d'Orschwihr é um castelo situado na comuna de Orschwihr, no departamento de Haut-Rhin, na Alsácia, na França. É classificado como um monumento histórico desde 1988.